# Jörn Brüggemann
Jörn Brüggemann (* 12. September 1975 in Lage) ist ein deutscher Germanist und Professor für Didaktik der deutschen Sprache und Literatur an der Otto-Friedrich-Universität Bamberg.

## Leben
Von 1995 bis 2002 studierte Jörn Brüggemann Deutsch und Philosophie auf Lehramt an der Universität zu Köln und der Humboldt-Universität zu Berlin. 2007 wurde er an der Humboldt-Universität promoviert. Nach seinem Referendariat an der Kooperativen Gesamtschule Elmshorn (KGSE) war er als Studienrat am Elsa-Brändström-Gymnasium (Elmshorn) sowie am Marianne-Weber-Gymnasium (Lemgo) und zugleich als Wissenschaftlicher Mitarbeiter für Didaktik der deutschen Sprache und Literatur an der Universität Erlangen-Nürnberg tätig. 2014 wurde er an der Carl von Ossietzky Universität Oldenburg zum Universitätsprofessor für Didaktik der deutschen Literatur unter Einschluss der Mediendidaktik ernannt. Dort war er von 2015 bis 2020 Direktor der Oldenburger Forschungsstelle Kinder und Jugendliteratur (OlFoKi), bis 2022 Stellvertretender Direktor; von 2017 bis 2019 Direktor des Instituts für Germanistik, von 2019 bis 2022 Mitglied des Wissenschaftlichen Leitungsteams des Projekts Biographieorientierte und Phasenübergreifende Lehrerbildung in Oldenburg (OLE+) im Rahmen der von Bund und Ländern initiierten Qualitätsoffensive Lehrerbildung und von 2021 bis 2022 Direktor des Zentrums für Lehrkräftebildung/Didaktisches Zentrum (DiZ). 2022 nahm er einen Ruf der Universität Bamberg auf den Lehrstuhl für Didaktik der deutschen Sprache und Literatur an. Seine Arbeitsschwerpunkte umfassen Studien zur fachspezifischen Kompetenz- und Unterrichtsforschung, zu ästhetischer Kommunikation im Deutschunterricht, zur Aufgabenentwicklung für den Deutschunterricht, zur Geschichte des Deutschunterrichts sowie zur Erweiterung digitaler Souveränität in der Lehrkräftebildung.
Brüggemann ist u. a. Redakteur der Zeitschrift Sprachlich-literarisches Lernen und Deutschdidaktik (SLLD-Z), Fachberater des Instituts zur Qualitätsentwicklung im Bildungswesen (IQB) und Sprecher des Kompetenzzentrums Sprache/Gesellschaft/Wirtschaft im Kompetenzverbund lernen:digital, der den Dialog zwischen Wissenschaft und Praxis für die digitale Transformation von Schule und Lehrkräftebildung gestaltet. Zudem ist er Mitglied im Symposion Deutschdidaktik (SDD), im Deutschen Germanistenverband (DGV) und in der International Association for Research in L1 Education (ARLE).

## Schriften

### Als Autor
- (2008): Literarizität und Geschichte als literaturdidaktisches Problem. Eine Studie am Beispiel des Mittelalters. Frankfurt/M.: Peter Lang.
- (2009): Literarisches Lesen – Historisches Verstehen. Zur Explikation einer unterbewerteten Komponente literarischer Rezeptionskompetenz. In: Didaktik Deutsch 26, S. 12–30.
- (2011): Eine wahre Nibelungentreue? Zur unwahrscheinlichen Etablierung der älteren Literatur im Lektürekanon des Deutschunterrichts nach 1945. In: Zeitschrift für Germanistik XX, H. 2, Bern: Peter Lang. S. 411–423.
- (2014): Deutschdidaktik und Germanistik. Analyse einer umstrittenen Beziehung. In: Volker Frederking / Axel Krommer / Christel Meier (Hrsg.): Taschenbuch des Deutschunterrichts. Band 3. Literatur- und Mediendidaktik. Baltmannsweiler: Schneider Hohengehren. S. 143–176.
- (2014): „Der Literaturstreik der männlichen Jugend“. Ein vernachlässigtes Kapitel in der Geschichte des Deutschunterrichts. In: Volker Frederking / Axel Krommer / Christel Meier (Hrsg.): Taschenbuch des Deutschunterrichts. Band 3. Literatur- und Mediendidaktik. Baltmannsweiler: Schneider Hohengehren. S. 671–703.
- (2016): Erarbeitungsaufgaben für den Literaturunterricht: Von der empirischen Kompetenzforschung zur Aufgabenentwicklung. In: Stefan Keller / Christian Reintjes (Hrsg.): Aufgaben als Schlüssel zur Kompetenz. Münster: Waxmann. S. 93–102.
- (2019): Von der Schwierigkeit, zur Sache zu kommen, oder: Warum es wieder wichtig ist, aus germanistischer Sicht über Sachtexte nachzudenken. In: Mitteilungen des Deutschen Germanistenverbandes 66, H. 2, S. 109–120.
- (2019): Sachtexte verstehen im Kontext von Bildungsstandards und Kompetenzorientierung. Theoretische und empirische Desiderate. In: Mitteilungen des Deutschen Germanistenverbandes 66, H. 2, S. 175–186.

### Als Herausgeber
- (2019): Bitte schön sachlich! Literaturwissenschaftliche und fachdidaktische Perspektiven auf Sachtexte und Sachtextlektüren. In: Mitteilungen des Deutschen Germanistenverbandes 2 (2019).

### Als Mitherausgeber
- Jörn Brüggemann / Mark-Georg Dehrmann / Jan Standke (Hrsg.) (2016): Literarizität. Herausforderungen für Literaturdidaktik und Literaturwissenschaft. Baltmannsweiler: Schneider Hohengehren 2016.
- Jörn Brüggemann / Birgit Mesch (Hrsg.) (2020): Sprache als Herausforderung – Literatur als Ziel. Kinder- und jugendliterarische Texte und Medien als Ressource für sprachsensibles Lernen. Teil 1/2. Baltmannsweiler: Schneider Hohengehren (Inhalt Bd. 1)(Inhalt Bd. 2).
- Thomas Boyken / Jörn Brüggemann / Kerstin Gregor-Gehrmann (Hrsg.) (2023): Philosophische Fragen im Spiegel der Kinder- und Jugendliteratur, Dresden, München: Thelem Universitätsverlag. ISBN 978-3-95908-301-0 (Inhalt).

### Als Mitautor
- Jörn Brüggemann / Volker Frederking / Christian Albrecht / Sophie Henschel / Dietmar Gölitz (2015): Literarische Interpretations- und Kommunikationskulturen im Blick empirischer Forschung. In: Dorothee Wieser / Marie Lessing-Sattari / Maike Löhden / Almuth Meißner (Hrsg.): Interpretationskulturen: Literaturdidaktik und Literaturwissenschaft im Dialog über Theorie und Praxis des Interpretierens. Frankfurt/M.: Peter Lang. S. 219–242.
- Volker Frederking / Jörn Brüggemann / Matthias Hirsch (2016): Fünf Dimensionen von Literary Literacy und ihre interdisziplinären Implikationen am Beispiel der Geschichtsdidaktik. In: Katja Lehmann / Michael Werner / Stefanie Zabold (Hrsg.): Historisches Denken – jetzt und in Zukunft. Münster: LIT. S. 211–234.
- Jörn Brüggemann / Christian Albrecht / Volker Frederking / Dietmar Gölitz (2017): Literarisches Lernen durch Unterrichtsgespräche. Ein Beitrag über Unterrichts- als Interventionsforschung und deren Herausforderung für eine empirische Literaturdidaktik. In: Christian Dawidowski (Hrsg.): Lehrer- und Unterrichtsforschung in der Literaturdidaktik. Konzepte und Projekte. Frankfurt/M. u. a.: Peter Lang. S. 61–79.
- Jörn Brüggemann / Tobias Stark / István Fekete (2020): Ansprechende Lektüren. Empirisch gestützte Ansätze zur Erklärung von Unterschieden in der Wirkung von (vereinfachten) literarischen Texten. In: Jörn Brüggemann / Birgit Mesch (Hrsg.): Sprache als Herausforderung – Literatur als Ziel. Kinder- und jugendliterarische Texte und Medien als Ressource für sprachsensibles Lernen. Band 2. Baltmannsweiler: Schneider Hohengehren. S. 205–227 (Inhalt).